# Gravity (Film)
Gravity (englisch für Gravitation) ist ein US-amerikanisch-britischer Weltraum-Thriller aus dem Jahr 2013. Die Hauptrolle spielt Sandra Bullock, die über weite Strecken des Films als einzige Darstellerin zu sehen ist. Regie führte Alfonso Cuarón, der auch am Drehbuch und Schnitt mitarbeitete und den Film mitproduzierte.
Premiere war bei den Internationalen Filmfestspielen von Venedig 2013. Der Filmstart in den deutschsprachigen Kinos war am 3. Oktober 2013. Im Filmjahr 2013 gewann der Film zahlreiche Auszeichnungen, darunter sieben Oscars.

## Handlung

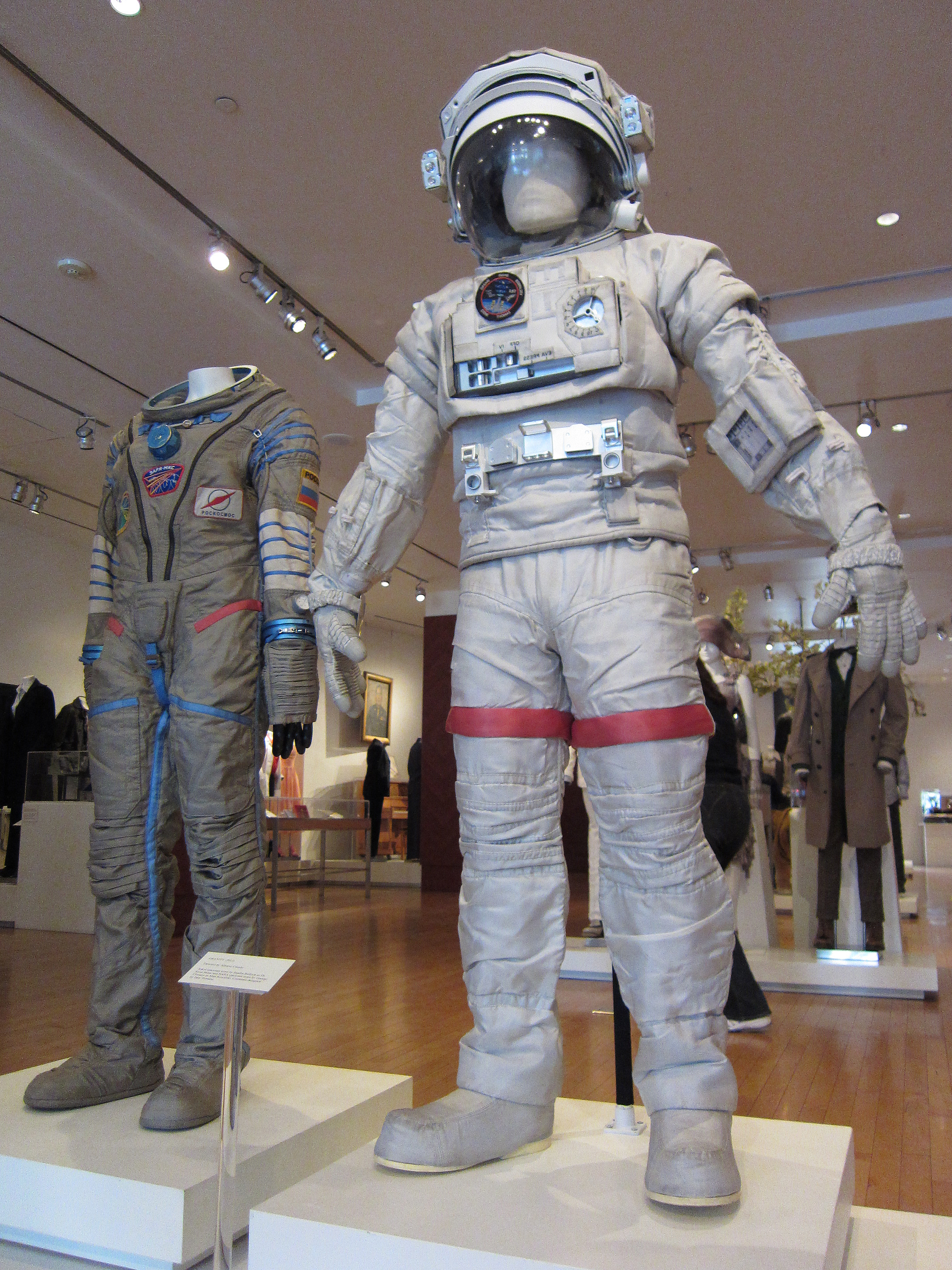
Raumanzüge aus dem Film, ausgestellt in den Warner Bros. Studios

Astronaut Matt Kowalski und Missionsspezialistin Dr. Ryan Stone führen von einem Space Shuttle namens „Explorer“ Reparaturarbeiten am Weltraumteleskop Hubble durch. Für Kowalski ist es der letzte Einsatz vor seinem Ruhestand, für die Biomedizinerin Stone ihr erster Flug im Space Shuttle und erster Außeneinsatz im All.
Sie müssen ihre Arbeit abbrechen, als ein versehentlich abgeschossener Satellit ein großes Trümmerfeld erzeugt hat, das sich ihnen mit hoher Geschwindigkeit nähert. Trümmer töten kurz darauf einen dritten Kollegen und zerstören die „Explorer“ sowie „Hubble“, Kowalski und Stone werden von der Raumfähre weggeschleudert. Die hilflos im freien Raum treibende Stone wird kurz darauf von Kowalski wieder eingefangen, der einen Düsenrucksack trägt. Da das Shuttle zerstört ist, steuern sie die nahe ISS an, um mit einem der dort vorhandenen Sojus-Raumschiffe zur Erde zurückzukehren.
Auch die ISS wurde schwer beschädigt. Mit einem der zwei Sojus wurde die Station evakuiert, am zweiten ist der Bremsschirm bereits ausgelöst, so dass es nicht mehr auf der Erde landen kann. Stones Verbindungsleine zu Kowalski reißt an einer scharfen Kante, doch kann sie sie zunächst in der Hand festhalten, während sie selbst nur notdürftig von Leinen des Bremsschirms an der ISS gehalten wird, in denen sich ihr Fuß verfangen hat. Kowalski sieht, dass sie sich nicht beide retten können, löst gegen Stones Proteste die Leine und treibt ins All hinaus.
Da Stones Sauerstoffvorrat aufgebraucht ist, muss sie ins Innere der Station. Kowalski assistiert ihr noch per Funk dabei, dann reißt der Kontakt ab. Sie gelangt in eine Druckschleuse, in der sie die Sauerstoffzufuhr aktiviert und ihren Raumanzug ablegt. Kurz darauf zwingt ein sich ausbreitender Brand sie dazu, sich in das letzte Sojus zu retten. Sie demontiert den Bremsschirm, dockt das Sojus ab und richtet es gemäß Kowalskis letzter Weisung auf die chinesische Station Tiangong als nächste Zuflucht aus. Doch mangels Treibstoff zünden die Triebwerke nicht. Stone versucht Notrufe abzusetzen, bekommt jedoch nur Funkkontakt zu einem grönländisch sprechenden Fischer. Dessen Stimme und das Gebell seiner Hunde beruhigen sie.
Stone ergibt sich in ihren bevorstehenden Tod und stellt die Sauerstoffversorgung des Sojus ab. Daraufhin sieht sie Kowalski außen an die Luftschleuse klopfen. Er setzt sich neben sie, erklärt seine Anwesenheit nur durch „eine irre Geschichte“ und ermahnt sie, sich nicht aufzugeben. Sie könne die Bremsdüsen zum Beschleunigen nutzen. Stone schöpft neuen Mut und aktiviert wieder die Sauerstoffversorgung, stellt dabei jedoch fest, dass sie sich alleine in der Kapsel befindet. Mit den Bremsdüsen nähert sie sich der Tiangong, kann jedoch kein Andockmanöver durchführen, sondern lässt sich durch die offene Luftschleuse in den Raum schleudern. Mit einem Feuerlöscher als behelfsmäßiger Steuerrakete kann sie knapp die Station erreichen, die sich, ebenfalls schwer beschädigt, im unkontrollierten Wiedereintritt in die Erdatmosphäre befindet.
Nachdem es Stone gelungen ist, das Raumschiff Shenzhou von der zerbrechenden Raumstation zu lösen, landet sie damit in einem See auf der Erde und rettet sich aus der versinkenden Kapsel ans Ufer. Dort ist sie nach der langen Schwerelosigkeit überwältigt vom Gefühl ihrer eigenen Schwere. Mühsam richtet sie sich auf und geht aufs Land.
Amerikanische Funksprüche in der chinesischen Kapsel hatten bereits angekündigt, dass ihr Wiedereintritt bemerkt wurde und ein Rettungsteam unterwegs sei.

## KurzfilmAningaaq
Parallel zum Hauptfilm erschien noch der Kurzfilm Aningaaq, gedreht von Jonás Cuarón, dem Sohn des Regisseurs Alfonso Cuarón. Der Kurzfilm beleuchtet den sonderbaren Empfänger der SOS-Funkrufe von Dr. Ryan Stone.

## Synchronisation
Die deutsche Synchronbearbeitung fertigte die FFS Film- & Fernseh-Synchron, Berlin, an. Dialogregie führte Clemens Frohmann, von dem auch das Dialogbuch stammt.
| Rolle                 | Darsteller     | Synchronsprecher |
| --------------------- | -------------- | ---------------- |
| Dr. Ryan Stone        | Sandra Bullock | Bettina Weiß     |
| Matt Kowalski         | George Clooney | Detlef Bierstedt |
| Mission Control       | Ed Harris      | Holger Mahlich   |
| Space Station Captain | Basher Savage  | Imtiaz Haque     |

## Kritiken
Erste Reaktionen nach der Premiere auf den 70. Filmfestspielen in Venedig, die der Film eröffnete, waren durchweg positiv. Regieführung, Darsteller und Effekte wurden gelobt.

„Was Cuarón mit Gravity geschaffen hat, ist Kino für das 21. Jahrhundert. Während sich der Rest Hollywoods in infantilen Jungs-Phantasien suhlt und uns immer und immer wieder die Vernichtung amerikanischer Großstädte als ultimativen Blockbuster-Showdown verkaufen möchte, zeigt der Mexikaner, was man mit den Werkzeugen moderner digitaler Effekte wirklich anstellen kann, wenn man sie nur zu nutzen weiß.“

„Das grandiose Science-Fiction-Drama ist ein zutiefst sinnliches Erlebnis und ein Triumph für Regisseur und Co-Autor Alfonso Cuarón (Children of Men). Der zelebriert hier eine ursprüngliche Lust am Erzählen in bewegten Bildern, verbeugt sich nebenbei subtil und formvollendet vor Klassikern des Genres und präsentiert einen der spannendsten und emotional forderndsten Filme des Jahres.“

„Viereinhalb Jahre hat Cuarón gewartet, zusammen mit seinem Kameramann Emmanuel Lubezki […], bis die Technik so weit war, um seine Vision aus dem All auf die Leinwand zu bringen, mit jeder Menge Computertechnik und Postproduction, in 3D. Die Dreharbeiten waren die Hölle, strapaziös und chaotisch, völlig unberechenbar. Wie Shackleton, sagt Emmanuel Lubezki. Was dabei rauskam, ist pures Kino, ein Film ohne gesellschaftskritische Ambition und ohne ästhetischen Hyperdrive. Eine Meditation. Ein Mobile. L’art pour l’art.“

Für den Kritiker Ian Haydn Smith ist der Film eine echte Rarität, da er sowohl ein kommerzieller Erfolg sei, als auch bei Kritikern beliebt. Der Film funktioniere nicht trotz, sondern wegen seiner „cineastischen Intelligenz“. Der Kritiker zieht Parallelen zu früheren Filmen Cuaróns wie Y Tu Mamá También – Lust for Life und Children of Men. Er bemängelt Schwächen des Drehbuchs, die aber von den Hauptdarstellern Bullock und Clooney „mehr als wett“ gemacht werden. Er vergleicht in diesem Zusammenhang Sandra Bullocks Leistung als Schauspielerin mit der von Sigourney Weaver in Alien, befindet, dass sie nicht an letztere heranreicht, bemerkt aber, dass sie ihrer Figur „genügend menschliche Züge“ verleihe, um sie zu einer der wenigen glaubwürdigen „Sci-Fi-Heldinnen“ zu machen. Am stärksten sieht er sie in den ruhigen Szenen, insbesondere wenn man erahnen könne, warum sie überhaupt ins Weltall geflogen ist.

## Einordnung als Science-Fiction-Film
Es ist umstritten, ob der Film als Science-Fiction-Film bezeichnet werden kann. Science-Fiction-Filme beschäftigen sich mit fiktionalen Techniken sowie wissenschaftlichen Leistungen und deren möglichen Auswirkungen auf die Zukunft. In Gravity kommen keine fiktionalen Techniken vor und die Zukunft spielt kaum eine Rolle. So äußerte sich auch der Regisseur selbst explizit, dass es sich nicht um Science-Fiction handele. Er betont hingegen die Drama-Anteile seiner Arbeit. So fassten es auch einige Kritiker auf:

„‚Gravity‘ mischt zwar souverän Science und Fiction, ist aber eigentlich kein Science-Fiction-Film – er gehört zu einem kleinen, faszinierenden Subgenre des Weltraumkinos, das hauptsächlich aus historischen Raumfahrtprogramm-Abenteuern wie ‚Apollo 13‘ und ‚Der Stoff aus dem die Helden sind‘ besteht.“

„Der Weltraum ist eine in Science-Fiction-Filmen häufig auftauchende Kulisse. Ein Zwischenfall auf einem Raumschiff und der anschließende Überlebenskampf ein Grundbaustein von Science-Fiction-Klassikern wie Alien oder Sunshine. Nur ist Gravity kein Science-Fiction-Film und einer der wenigen Filme, die im Weltraum der Gegenwart spielen, d. h. es existiert die Technologie, die man im Film bewundern kann wirklich.“

„Kein Science-Fiction sondern Fiction-Fact: In «Gravity» wird im Orbit schwebender Weltraummüll zur Bedrohung, nicht irgendein schiesswütiger Alien.“

Andere Kritiker und Juroren bezeichnen den Film dennoch als Science-Fiction. So weichen eine Reihe von Details von der Wirklichkeit ab, was für die wissenschaftliche Fiktion spricht.

## Einspielergebnis
Bei Produktionskosten von rund 100 Millionen US-Dollar erreichte Gravity am Startwochenende in den Vereinigten Staaten ein Einspielergebnis von 55,7 Millionen US-Dollar (Platz 1 der Kinocharts). Bis zum 8. Mai 2014 spielte der Film weltweit 723,19 Millionen US-Dollar ein.
Im Jahr 2013 wurden bundesweit 1.296.052 Besucher an den deutschen Kinokassen gezählt, womit der Film den 24. Platz der meistbesuchten Filme des Jahres belegte.
Gravity steht in der Liste der weltweit erfolgreichsten Filme derzeit auf Platz außerhalb der TOP 130
 (Stand: 19. April 2025).

## Auszeichnungen (Auswahl)
Gravity eröffnete am 28. August 2013 die Internationalen Filmfestspiele von Venedig. Dort konnte der Film den Future Film Festival Digital Award gewinnen. Sandra Bullock wurde außerdem als Darstellerin des Jahres auf dem Hollywood Film Festival in Los Angeles ausgezeichnet.
Der Film führte sowohl bei den BAFTA Awards als auch bei den Academy Awards die Rangfolge der Nominierungen an und konnte in beiden Preisverleihungen die mit Abstand größte Zahl an Auszeichnungen auf sich vereinen (BAFTA Awards: 11 Nominierungen, 6 Auszeichnungen, Academy Awards: 10 Nominierungen, 7 Auszeichnungen). 2014 gewann er den deutschen Curt-Siodmak-Preis als bester Science-Fiction-Film.
Academy Awards 2014
- Nominierung in der Kategorie Bester Film

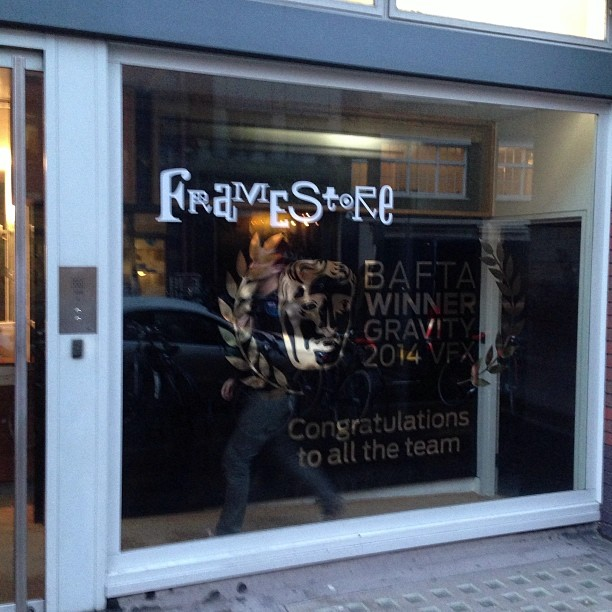
Framestore-Büro in London im März 2014 nach den BAFTA-Auszeichnungen

- Auszeichnung in der Kategorie Beste Regie für Alfonso Cuarón
- Nominierung in der Kategorie Beste Hauptdarstellerin für Sandra Bullock
- Nominierung in der Kategorie Bestes Szenenbild für Andy Nicholson, Rosie Goodwin und Joanne Woollard
- Auszeichnung in der Kategorie Beste Filmmusik für Steven Price
- Auszeichnung in der Kategorie Beste Kamera für Emmanuel Lubezki
- Auszeichnung in der Kategorie Bester Schnitt für Alfonso Cuarón und Mark Sanger
- Auszeichnung in der Kategorie Bester Ton für Skip Lievsay, Niv Adiri, Christopher Benstead und Chris Munro
- Auszeichnung in der Kategorie Bester Tonschnitt für Glenn Freemantle
- Auszeichnung in der Kategorie Beste visuelle Effekte für Tim Webber, Chris Lawrence, Dave Shirk und Neil Corbould

British Academy Film Awards 2014
- Auszeichnung in der Kategorie Bester britischer Film
- Nominierung in der Kategorie Bester Film
- Auszeichnung in der Kategorie Beste Regie
- Nominierung in der Kategorie Bestes Original-Drehbuch
- Nominierung Sandra Bullocks in der Kategorie Beste Hauptdarstellerin
- Auszeichnung in der Kategorie Beste Filmmusik
- Auszeichnung in der Kategorie Beste Kamera
- Auszeichnung in der Kategorie Bester Ton
- Nominierung in der Kategorie Bestes Szenenbild
- Nominierung in der Kategorie Bester Schnitt
- Auszeichnung in der Kategorie Beste visuelle Effekte

Golden Globe Awards 2014
- Nominierung in der Kategorie Bester Film – Drama
- Auszeichnung in der Kategorie Beste Regie für Alfonso Cuarón
- Nominierung in der Kategorie Beste Hauptdarstellerin – Drama für Sandra Bullock
- Nominierung in der Kategorie Beste Filmmusik für Steven Price

Saturn Awards 2014
- Auszeichnung in der Kategorie Bester Science-Fiction-Film
- Auszeichnung in der Kategorie Beste Regie für Alfonso Cuarón
- Auszeichnung in der Kategorie Beste Hauptdarstellerin für Sandra Bullock
- Nominierung in der Kategorie Bester Nebendarsteller für George Clooney
- Nominierung in der Kategorie Bestes Drehbuch für Alfonso Cuarón und Jonás Cuarón
- Auszeichnung in der Kategorie Bester Schnitt für Alfonso Cuarón und Mark Sanger
- Auszeichnung in der Kategorie Beste Spezialeffekte für Tim Webber, Chris Lawrence, Dave Shirk und Neil Corbould
- Nominierung in der Kategorie Beste Ausstattung für Andy Nicholson

Critics’ Choice Movie Awards 2014
- Nominierung in der Kategorie Bester Film
- Nominierung in der Kategorie Beste Hauptdarstellerin für Sandra Bullock
- Auszeichnung in der Kategorie Beste Regie für Alfonso Cuarón
- Auszeichnung in der Kategorie Beste Kamera für Emmanuel Lubezki
- Nominierung in der Kategorie Bestes Szenenbild für Andy Nicholson & Rosie Goodwin
- Auszeichnung in der Kategorie Bester Schnitt für Alfonso Cuarón & Mark Sanger
- Auszeichnung in der Kategorie Beste visuelle Effekte
- Auszeichnung in der Kategorie Beste Schauspielerin in einem Actionfilm für Sandra Bullock
- Auszeichnung in der Kategorie Bester Sci-Fi-/Horrorfilm
- Auszeichnung in der Kategorie Bester Komponist für Steven Price

## Wissenschaftliche Genauigkeit

Vergleich der Bahnen der Internationalen Raumstation ISS und des Hubble-Weltraumteleskops

Cuarón erklärte, dass der Film nicht immer wissenschaftlich korrekt sei, da aus narrativen Gründen einige Freiheiten nötig waren. Der Film ist für den Realismus der Bauten im All und die Einhaltung physikalischer Prinzipien gelobt worden, trotz einer Reihe von Ungenauigkeiten und Übertreibungen. Der NASA-Astronaut Michael J. Massimino, der an den zwei Hubble-Missionen STS-109 und STS-125 teilnahm, lobte die Detailtreue bis hin zur Nutzung einzelner Werkzeuge. Der Astrophysiker Neil deGrasse Tyson bemerkte einige Ungenauigkeiten.
Beispiele von Übereinstimmungen und Ungenauigkeiten:
- Die letzte reale Mission war STS-135 im Jahr 2011, im Film ist es STS-157, das Shuttle-Programm wurde im Film also nicht eingestellt.
- Die Raumfähre im Film trägt den Namen „Explorer“. Ein echtes Space Shuttle mit diesem Namen wurde nie im All verwendet. Unter dem Namen „Explorer“ wurde lediglich ein Shuttle-Nachbau hergestellt, dieses reine Ausstellungsstück wurde inzwischen in „Independence“ umbenannt.
- Die im Film gezeigte chinesische Raumstation ist ein fiktiver Nachfolger von Tiangong 1. Der Aufbau einer wie im Film dargestellten mehrmoduligen Raumstation ist in der Realität erst mit Tiangong 3 vorgesehen, die sich zum Filmstart noch in Planung befindet.
- Das Hubble-Teleskop, das am Anfang des Films repariert wird, hat eine Umlaufbahn in etwa 559 km Höhe. Die ISS hat eine leicht elliptische Umlaufbahn in ca. 420 km Höhe und eine andere Bahnebene. Es wäre daher nicht möglich, dass Astronauten vom Hubble zur ISS mit einer wie im Film gezeigten Manned Maneuvering Unit gelangen.[25]
- Bei einer notwendigen Evakuierung der ISS bleibt kein Raumschiff an der Station zurück. Es sind stets nur so viele Sojus-Raumschiffe (mit Raumfahrer-Plätzen) angedockt, dass gerade die Stationsmannschaft damit evakuiert werden kann (Zum Zeitpunkt des Films 2 Sojus-Raumschiffe für jeweils 3 Raumfahrer).
- Stones Tränen fliegen aus ihrem Gesicht. Ohne ausreichende Beschleunigung würden die Tränen auf ihrem Gesicht aufgrund der Oberflächenspannung kleben bleiben.[26]
- Die sphärische Bewegung von Flüssigkeitstropfen in ihrem Mikrogravitationsbereich wird realistisch dargestellt.[21]
- Stone erwähnt, dass sie nur sechs Monate Ausbildung vor dem Flug hatte und wegen ihrer besonderen Ausbildung ausgewählt wurde. Solche Personen werden als „payload specialist“ (Nutzlast-Spezialist) und nicht als „mission specialist“ bezeichnet. Sie würden nicht trainiert werden, einen Weltraumspaziergang zu machen oder ein Raumschiff zu landen.[26]
- Trümmerfelder von dem im Film gezeigten Ausmaß sind ungewöhnlich, aber nicht unbekannt. 2007 schoss China als militärische Machtdemonstration den ausrangierten Satelliten Fengyun-1C ab, wodurch über 3.000 Trümmerteile entstanden. Am 10. Februar 2009 kam es zur Kollision der Satelliten Kosmos 2251 und Iridium 33. Die hierbei entstandenen Bruchstücke veranlassten die Mannschaft der ISS, sich für die Möglichkeit einer schnellen Evakuierung in die Sojus-Raumschiffe zurückzuziehen.[27] Die Gefährdung der NASA-Mission STS-125 zur Wartung des Hubble-Weltraumteleskops wenige Monate später wurde analysiert, aber verworfen.[28] Diese Geschehnisse zogen Diskussionen über die Gefährdung der bemannten Raumfahrt durch Weltraumschrott nach sich.[23]
- Für die Idee der Kollision mit Weltraumschrott folgte Cuarón der Theorie des Kessler-Syndroms, einem von dem NASA-Berater Donald J. Kessler entworfenen Modell, nach dem eine Potenzierung des Weltraumschrotts die bemannte Raumfahrt im erdnahen Orbit für Jahrzehnte unmöglich machen wird. Diese Kettenreaktion wird nicht – wie im Film[29] – ausgelöst durch die Havarie eines Satelliten, sondern läuft bereits jetzt sehr langsam ab.
- Das Zusammenprallen von Weltraumschrott und Raumstationen bzw. Hubble ist wegen des Fehlens einer Atmosphäre im Weltraum nicht zu hören. Im Film ist die Übertragung von Geräuschen bzw. deren Fehlen realistischer als sonst in SF-Filmen üblich dargestellt. Meist handelt es sich realistischerweise um Körperschall.
- Stone verfängt sich mit ihrem Schuh im Fallschirm der Sojus und hält Kowalski an einem Gurt fest. Der Astrophysiker Neil deGrasse Tyson kritisiert an der Szene, dass Kowalski nach dem Lösen des Gurts von der Sojus wegtreibt. Es bedürfe nur eines kleinen Rucks, um Kowalski in Richtung der Sojus zu ziehen.[30] Der NASA-Ausbilder Robert Frost erklärt, Kowalski treibe weg, weil seine Bewegung noch nicht gestoppt sei. Kowalski löse den Gurt in der Annahme, die Fallschirmleinen könnten nicht genügend kinetische Energie aufnehmen, um beide Personen abzubremsen.[31]
- Verschiedene Quellen berichten[26][32][33], dass Astronauten auf Weltraumspaziergängen Erwachsenenwindeln oder eine Form von flüssigkeitsgekühltem Körperanzug tragen. Im Film trägt Sandra Bullock nur normale, hautenge Unterwäsche.
- Im Film wird die Steuerung einer MMU mit schnelleren Richtungswechseln und höheren Geschwindigkeiten dargestellt, als es in der Realität unter Berücksichtigung der Massenträgheit und des verwendeten Vorschubs möglich ist. Es ist äußerst schwierig, eine MMU zu steuern[34] und gezielte Anflüge sind langwierig. Im Film dagegen kreist Kowalski zügig und scheinbar spielend leicht zwischen den Außenelementen von Space Shuttle und Satelliten umher.
- Die Trümmer rasen mit einer Geschwindigkeit von etwa 8 Kilometern pro Sekunde sichtbar auf die Astronauten zu. Diese Bruchstücke wären aber mit bloßem Auge nicht zu erkennen, da sie einfach zu schnell sind. Eine Gewehrkugel erreicht nur ein Siebtel dieser Geschwindigkeit und ist mit dem menschlichen Auge nicht zu erfassen.
- Bei den Innenaufnahmen der Sojus-Kapsel ist eine Seitenluke zu sehen. Anders als z. B. bei der Apollo- oder der Dragon-Kapsel existiert eine solche bei der Sojus in der Realität nicht, es sind lediglich kleine Fenster vorhanden. Das Landemodul kann nur von oben über das Orbital-Modul bestiegen werden.
- Im Film hat die Astronautin nach der Landung in einem See massive Schwierigkeiten, die Kapsel zu verlassen. Das ist unrealistisch: Raumschiffe sind eben gerade so konstruiert, dass sie bei einer Landung im Wasser unproblematisch verlassen werden können.

## Trivia
Nachdem die Indian Space Research Organisation (ISRO) am 30. Juni 2014 erfolgreich die PSLV-CA C23 gestartet hat, äußerte sich Premierminister Narendra Modi über die Kosten der Mars Orbiter Mission im Verhältnis zu Gravity: Diese Raumfahrt-Mission zum Mars sei günstiger als der Film.
Für die Simulation von Schwerelosigkeit, die die meiste Zeit dieses Films vorkommt, wurden die Schauspieler an Seilen den ganzen Drehtag allein in einem blickdichten Raum aufgehängt, in dem sie nur über Monitore beobachtet werden konnten und auch die Drehpausen verbringen mussten.
Astronaut Matt Kowalski hört mehrmals im Film den Country-Song Angels are hard to find von Hank Williams Jr. Der Songtext verrät einen emotionalen Subtext der Musik: Im Song besingt Williams eine verlorene Liebe und bittet Gott darum, bei der Suche nach einer neuen behilflich zu sein. Das kann als Prophezeiung gedeutet werden, denn es wird sich herausstellen, dass Dr. Stone in der Stille des Weltalls mit den Erinnerungen an den Verlust ihrer Tochter konfrontiert ist. Nicht zufällig bricht die Musik auf ihre Bitte hin bei der Textzeile „It’s my fault I lost the first one you sent to me“ ab.